# کاران-بیشیندی
کاران-بیشیندی (انگلیسی: Karan-Bishindy) یک شهرک در شهرستان تویمازینسکی استان باشقیرستان کشور روسیه است.